# Лотаки
Лотаки — село в Красногорском районе Брянской области России. Административный центр Лотаковского сельского поселения.

## География
Село находится в западной части Брянской области, в зоне хвойно-широколиственных лесов, в пределах восточной окраины Полесской низменности, на правом берегу реки Палуж, при автодороге 15К-1505, на расстоянии примерно 12 км (по прямой) к северо-северо-западу от посёлка городского типа Красная Гора, административного центра района. Абсолютная высота — 141 м над уровнем моря.

### Климат
Климат характеризуется как умеренно континентальный. Среднегодовая многолетняя температура воздуха составляет 10 °С. Средняя температура воздуха самого тёплого месяца (июля) — 23,9 °C (абсолютный максимум — 32 °C); самого холодного (января) — −3,8 °C (абсолютный минимум — −25 °C). Безморозный период длится в среднем 170—190 дней. Среднегодовое количество атмосферных осадков составляет 550—600 мм.

### Часовой пояс
Село Лотаки, как и вся Брянская область, находится в часовой зоне МСК (московское время). Смещение применяемого времени относительно UTC составляет +3:00.

## История
Впервые упоминается в 1684 как исторически малороссийское село, оказавшееся в составе Речи Посполитой; вскоре было включено в состав Стародубского полка. С начала XVIII века как владение стародубского магистрата, с 1761 - Ханенко, также Троцкого и других. Церковь Рождества Богородицы упоминается с XVIII века; последнее здание храма было построено в 1899 (деревянная, закрыта в 1930, не сохранилась). До 1781 входило в Новоместскую сотню Стародубского полка, с 1782 по 1921 в Суражском уезде (с 1861 - центр Лотаковской волости; в 1919 волостной центр был перенесен в деревню Ларневск, однако название волости сохранялось прежним до ее расформирования в 1924); в 1921-1929 в Клинцовском уезде (с 1924 в составе Заборской волости). До XIX века было широко развито бортничество; проводилась ежегодная ярмарка. В конце XIX века была открыта земская школа. В середине XX века - колхоз "Красные Лотаки", с 1965 совхоз "Лотаковский". 

## Население
| 2010 | 2013 |
| ---- | ---- |
| 352  | ↘326 |

### Национальный состав
1830  человек (1901), в национальной структуре населения русские составляли 99 % из 473 человек (2002).